# Yogasoetra's
De Yogasoetra's (Sanskriet: योग, yoga, samenvoeging, eenmaken; सूत्र, sūtra, draad) vormen een fundamentele tekst in de literatuur van de yoga die traditioneel wordt toegeschreven aan Patanjali. Het staat niet vast dat Patanjali de auteur van het gehele werk is, of dat het hier om een samenstelling van bestaande teksten gaat waar hij zijn eigen inzichten aan heeft toegevoegd. De yoga van Patanjali is een van de zes orthodoxe (āstika) filosofische stelsels (darshana's) van India. Als systeem zijn de Yogasoetra's weer gebaseerd op de Samkhya-filosofie, een dualistisch stelsel waarvan de Indiase filosoof Kapila is de grondlegger.
De Yogasoetra's stammen wellicht uit de 2e eeuw v.Chr. en bestaan uit een verzameling van 195 of 196 aforismen, soetra's genaamd. Een soetra (draad) is een aforisme, een korte, puntige zin, vers of formule, maar kan ook een verzameling van soetra's aanduiden, zoals in het mahayanaboeddhisme in het geval van de Lankavatara Soetra. Soetra's geven een bepaalde tekst in korte, kernachtige zinnen weer, zodat die gemakkelijk onthouden kunnen worden.

## Purusha en prakriti
De yogasoetra's van Patanjali zijn er op gericht de klesa's (kwellingen) te verzwakken en uit te roeien. Daarvoor wordt gekeken naar de oorzaak van ellende. Dat heeft te maken met de begin-involutie van het individueel bewustzijn. Involutie is de inwikkeling van purusha (het geestelijke, zuivere bewustzijn) door contact met prakriti (de materie). Door de koppeling (verwikkeling) van de Ziener (purusha) en het Geziene (prakriti) is het bewustzijn in slavernij beland. Om tot bevrijding te komen wordt het hele proces in omgekeerde richting doorlopen, door de oorzaken van manifestaties na te speuren. De oorzaken worden tot zaden teruggebracht en verzwakt, vervolgens tenietgedaan (geroosterd).
Avidya (onwetendheid) is de grondoorzaak van vier andere klesa's. De vijf klesa's brengen alle ellende van het menselijk leven teweeg.

## Vier hoofdstukken
De 196 soetra's zijn verdeeld over vier pāda's (voet of kwart) of hoofdstukken. Vaak wordt soetra III, 22 niet als afzonderlijke soetra meegerekend en wordt een totaal van 195 soetra's aangehouden. De vier hoofdstukken zijn:
- Samādhi Pāda (51 soetra's): Samādhi verwijst naar de gelukzalige staat waarin de yogi zich bevindt, wanneer deze door totale absorptie een is geworden met het goddelijke. Deze eenwording is het doel; het middel waarmee dit doel gerealiseerd kan worden staat in soetra I, 2, het aforisme dat het principe van de yoga definieert: योगश्चित्तवृत्तिनिरोधः (yogash-chitta-vritti-nirodhah): Yoga is het beheersen van de geest, zodat deze geen enkele vorm aanneemt.
- Sādhana Pāda (55 soetra's): Sādhana is Sanskriet voor oefening of discipline. Hier beschrijft Patanjali twee vormen van yoga: kriyā yoga en ashtānga yoga (het achtvoudige pad in de raja yoga).
- Vibhūti Pāda (56 soetra's): Vibhūti staat voor kracht of openbaring. Dit hoofdstuk beschrijft de bijzondere yogatechnieken waarmee de yogi over bovennatuurlijke vermogens kan beschikken. Deze vormen echter een beletsel op de weg naar de algehele bevrijding.
- Kaivalya Pāda (34 soetra's): Kaivalya betekent letterlijk volmaakte afzondering, maar staat in de soetra's voor de uiteindelijke bevrijding (moksha), het doel van de yoga.

## De acht geledingen van raja yoga
De acht geledingen (ashtānga) van raja yoga worden beschreven in het tweede gedeelte van de Yogasoetra's. De eerste vijf, de voorbereidende oefeningen, zijn Bahiranga (uiterlijk), de laatste drie zijn Antaranga (innerlijk). Het betreft de volgende niveaus:
1. Yama, de vijf onthoudingen:
  - Ahimsā: geweldloosheid;
  - Satya: waarheidslievendheid;
  - Āsthēya: niet stelen;
  - Brahmachārya: kuisheid, beheersing van de seksuele energie;
  - Aparigraha: vrij zijn van bezitzucht.
2. Niyama, de vijf voorschriften:
  - Shaucha: reinheid (in alle opzichten);
  - Samtosha: tevredenheid, welbehagen;
  - Tapas: soberheid, ascese;
  - Svādhyāya: zelfbeschouwing, introspectie;
  - Īshvarapranidhāna: devotie en overgave aan God (Īshvara).
3. Āsana: (lichaams)houding;
4. Prānāyāma: beheersing van de prāna (levensenergie);
5. Pratyāhāra: het terugtrekken van de zintuigen van hun objecten;
6. Dhārana: concentratie;
7. Dhyāna: meditatie;
8. Samādhi: totale absorptie.